# Pratensis
Pratensis oder pratense (Singular) bzw. pratenses (Plural; lat. Adj. zu pratum, Wiese) ist sowohl in der Botanik als auch in der Zoologie ein Artepitheton, das Pflanzen- und Tierarten bezeichnet, die ihr Habitat auf Grünflächen wie Feucht-, Fett- oder Streuwiesen haben. Der deutschen Bezeichnung wird das Attribut häufig vorangestellt, z. B. Wiesen-Schaumkraut, Wiesen-Kuhschelle, Wiesenpieper oder Große Wiesenameise.